# Нигилистка
«Нигилистка» — повесть (1884) русского математика С. В. Ковалевской, написанная ею в период работы в Швеции. В повести изображен путь русской девушки к нигилизму и передана атмосфера революционного народнического движения 1870-х годов. По сюжету молодая и красивая девушка Вера, решив посвятить свою жизнь прогрессивным идеям, выходит замуж за незнакомого ей раньше осужденного нигилиста и уходит за ним на каторгу лишь для того, чтобы облегчить его участь. Она отказывается от всех благ ради служения «делу», и видит в этом большое счастье.
Одной из основ повести послужили так называемые «Дело 50-ти» или «Дело 193-х». Во время «Дела 193-х» С. В. Ковалевская приняла активное участие в судьбе племянницы жены А. С. Пушкина В. С. Гончаровой, решившей выйти замуж за одного из обвиняемых — И. Я. Павловского. С помощью Ф. М. Достоевского и А. Ф. Кони ей удалось получить разрешение на этот брак. Этот случай и лёг в основу повести.
Повесть была опубликована за границей только в 1892 году, после смерти Ковалевской, сначала на шведском, затем — на русском языке. В России переиздание произведения было запрещено даже на иностранном языке. В 1896 году цензор гр. А. Муравьев писал о «Нигилистке»: «Роман этот испещрен многочисленными местами, в которых рисуются в ужасающих красках участь политических преступников и жестокость в отношении их нашего правительства, а главное — высказываются симпатии нигилистическому движению 60—70-х годов». Позднее повесть «Нигилистка» издавалась на французском, немецком, польском и чешском языках.